# افرايم ويلز بول
افرايم ويلز بول (بالإنجليزية: Ephraim Wales Bull)‏ هو سياسي أمريكي، ولد في 4 مارس 1806، وتوفي في 26 سبتمبر 1895. انتخب عضو مجلس نواب ماساتشوستس.